# Georges Boulanger (homme politique)
Pour les articles homonymes, voir Georges Boulanger (homonymie) et Boulanger (homonymie).
Georges Boulanger, né le 4 juillet 1913 à Saint-Maur-des-Fossés (France) et mort le 14 novembre 1976 à Toulouse (France), est un homme politique français.

## Biographie
Agent d'assurance de profession, il commence sa carrière politique en 1947, en tant que conseiller municipal puis en tant qu'adjoint de Guy Mollet. En 1952, il est élu Sénateur, mandat qu'il détient jusqu'en 1965. 
Il tente de conquérir d'autres mandats en vain, comme en 1961, dans le canton de Calais-Sud-Est où il est battu par Renée Langlet et échoue l'année suivante à se faire élire député.
Il décide de ne pas se présenter aux nouvelles élections sénatoriales de 1965.

## Détail des fonctions et des mandats
Mandat parlementaire
- 18 mai 1952 - 1er octobre 1965 : Sénateur du Pas-de-Calais